# Salaire minimum interprofessionnel de croissance
Il salaire minimum interprofessionnel de croissance, meglio noto con l'acronimo SMIC, denominato in precedenza Salaire minimum interprofessionnel garanti (SMIG), è il salario minimo orario vigente in Francia, vale a dire il livello retributivo orario al di sotto del quale non può scendere alcun salario. Si applica ai lavoratori con almeno 18 anni di età, appartenenti al settore privato o con contratto di diritto privato nel settore pubblico.
L'introduzione dello SMIC è avvenuta nel 1950, con legge parlamentare. La legislazione attuale, frutto di varie modifiche nel corso degli anni, prevede che il salario minimo (detto SMIC) sia ricalcolato al 1º gennaio di ogni anno, secondo un meccanismo basato sul potere d'acquisto e altri fattori.

## Importo
Per il 2023, dal 1º maggio, il valore dello SMIC è fissato a 11,52 € lordi all'ora, che corrisponde a 1.747,20 € lordi mensili (1.383,08 € netti) per un rapporto di lavoro a tempo pieno di 151,67 ore (si tenga conto che la durata massima della prestazione a tempo pieno, nell'ordinamento legale francese, è pari a 35 ore settimanali).

## Sanzioni
La mancata ottemperanza all'obbligo di legge è sanzionata penalmente: è punita con la corresponsione di un'ammenda pari a 1.500 euro per ciascun salariato retribuito su livelli inferiori a quelli dello SMIC.